# Lawangrejo
Lawangrejo is een bestuurslaag in het regentschap Pemalang van de provincie Midden-Java, Indonesië. Lawangrejo telt 3029 inwoners (volkstelling 2010).